# Kamieniołom w Biertowicach
Kamieniołom w Biertowicach – nieczynny kamieniołom piaskowca we wsi Biertowice w województwie małopolskim, w powiecie myślenickim, w gminie Sułkowice, pod względem geograficznym na Pogórzu Wielickim.
Kamieniołom znajduje się w lesie, na skarpie tuż po północnej stronie drogi z Bierutowic do Sułkowic. Uruchomił go w połowie XIX w. Maurycy Montlèart, ówczesny właściciel tych terenów. Jest nieczynny od lat 60. XX wieku. Od 2018 roku wykorzystywany jest przez wspinaczy skalnych do uprawiania boulderingu. Są 34 baldy o trudności od 5 do 7b w skali francuskiej. Skały znajdują się w odległości około 100 m od drogi, są lite, lądowisko dobrze przygotowane.
Północna

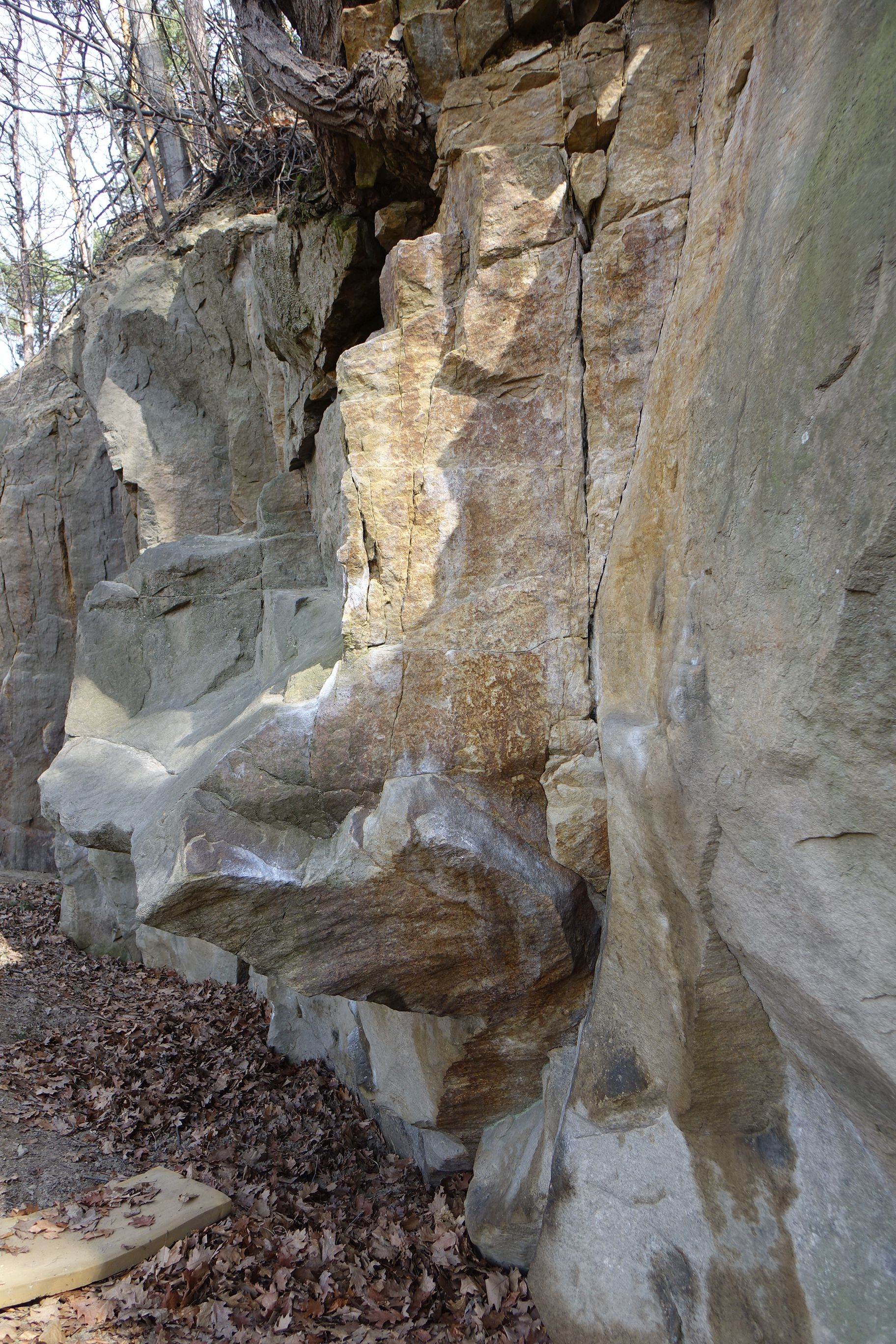
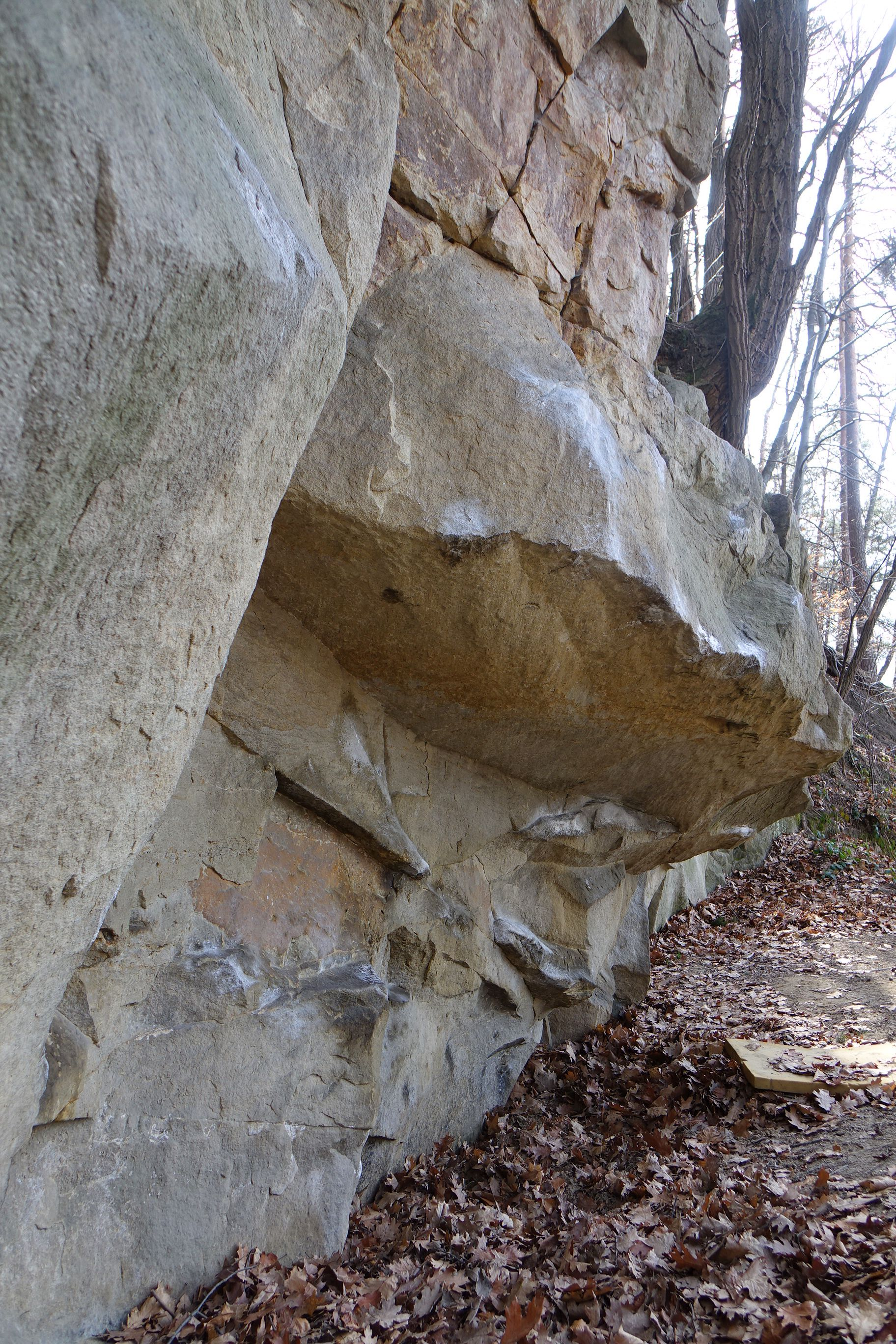
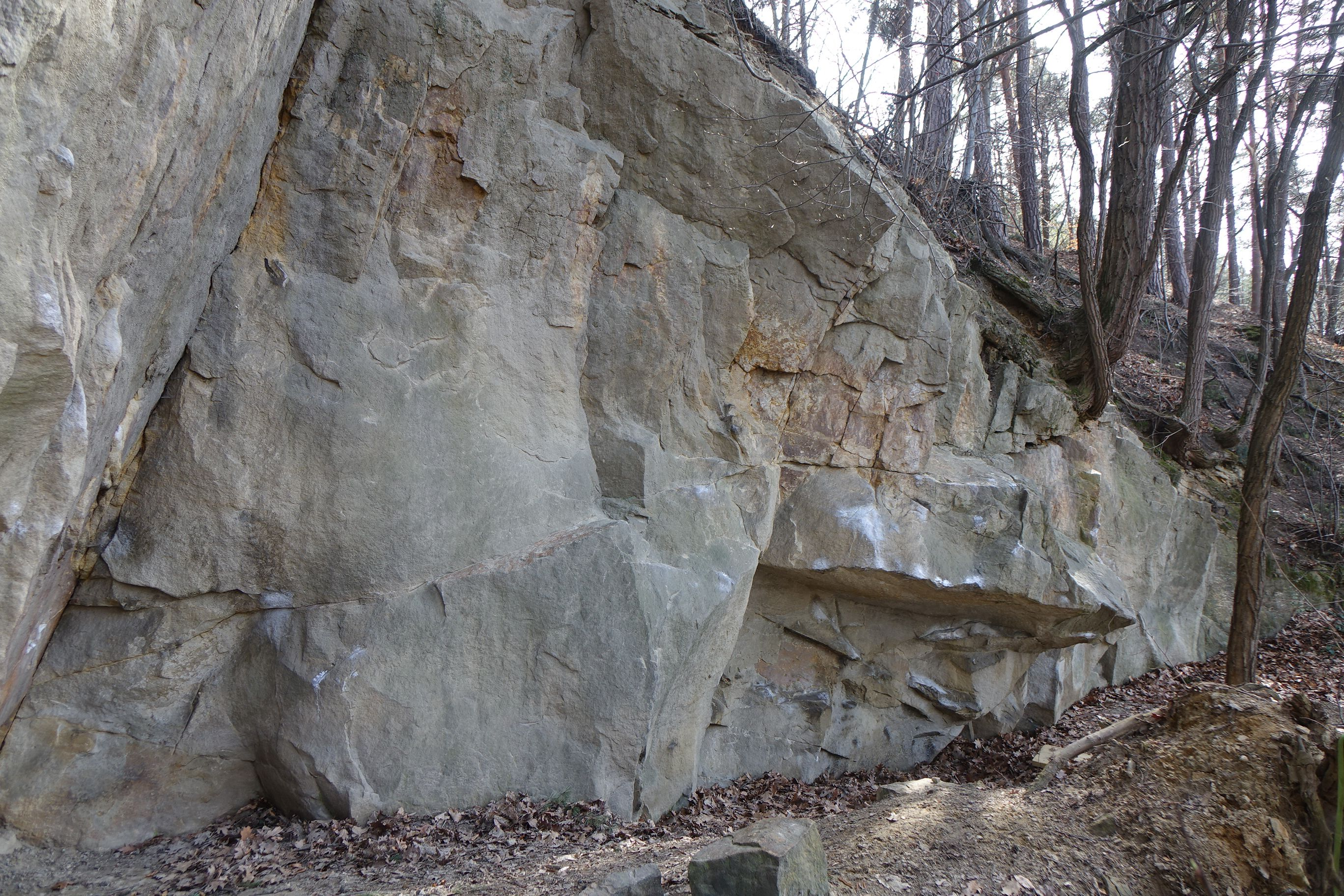
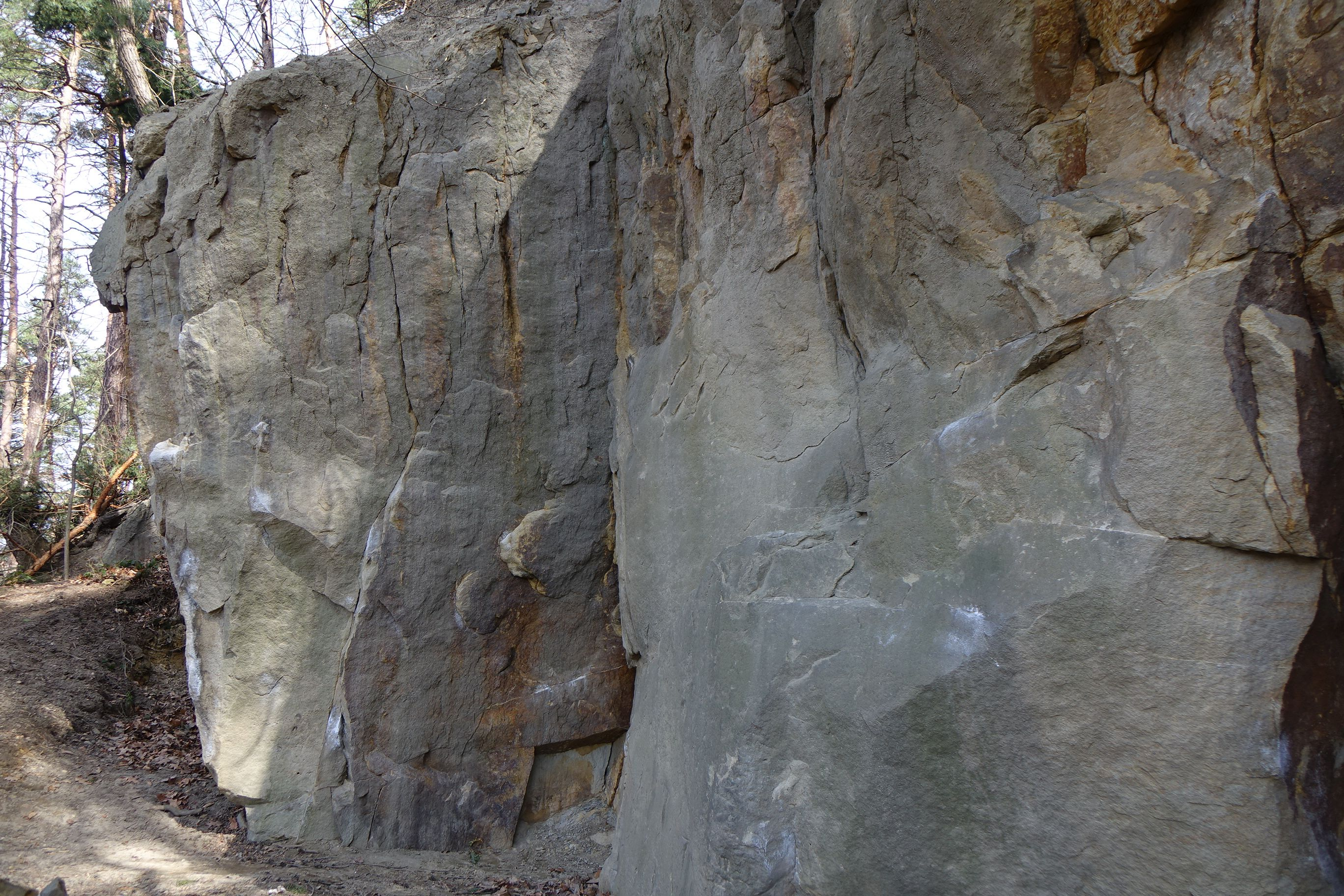
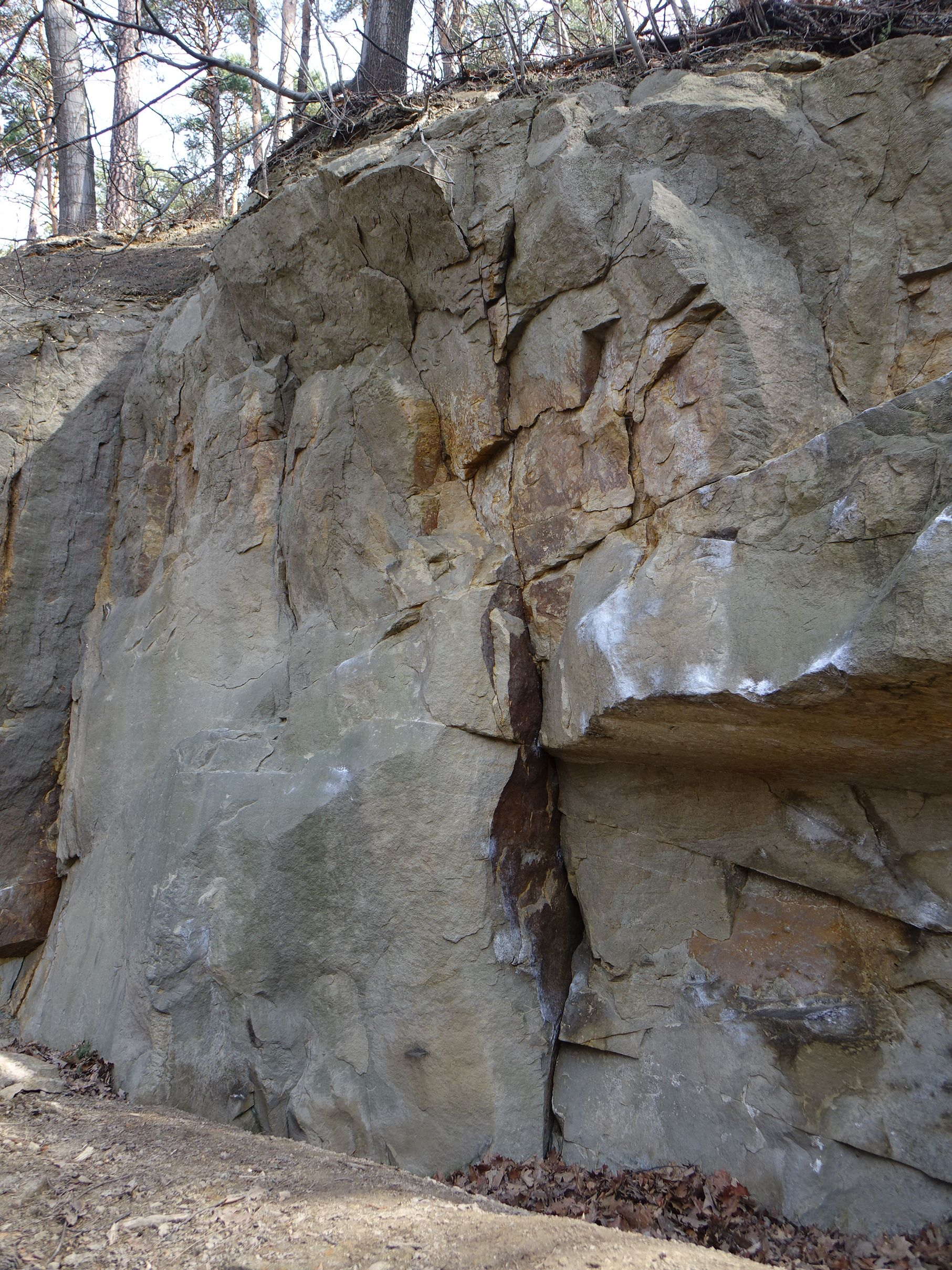
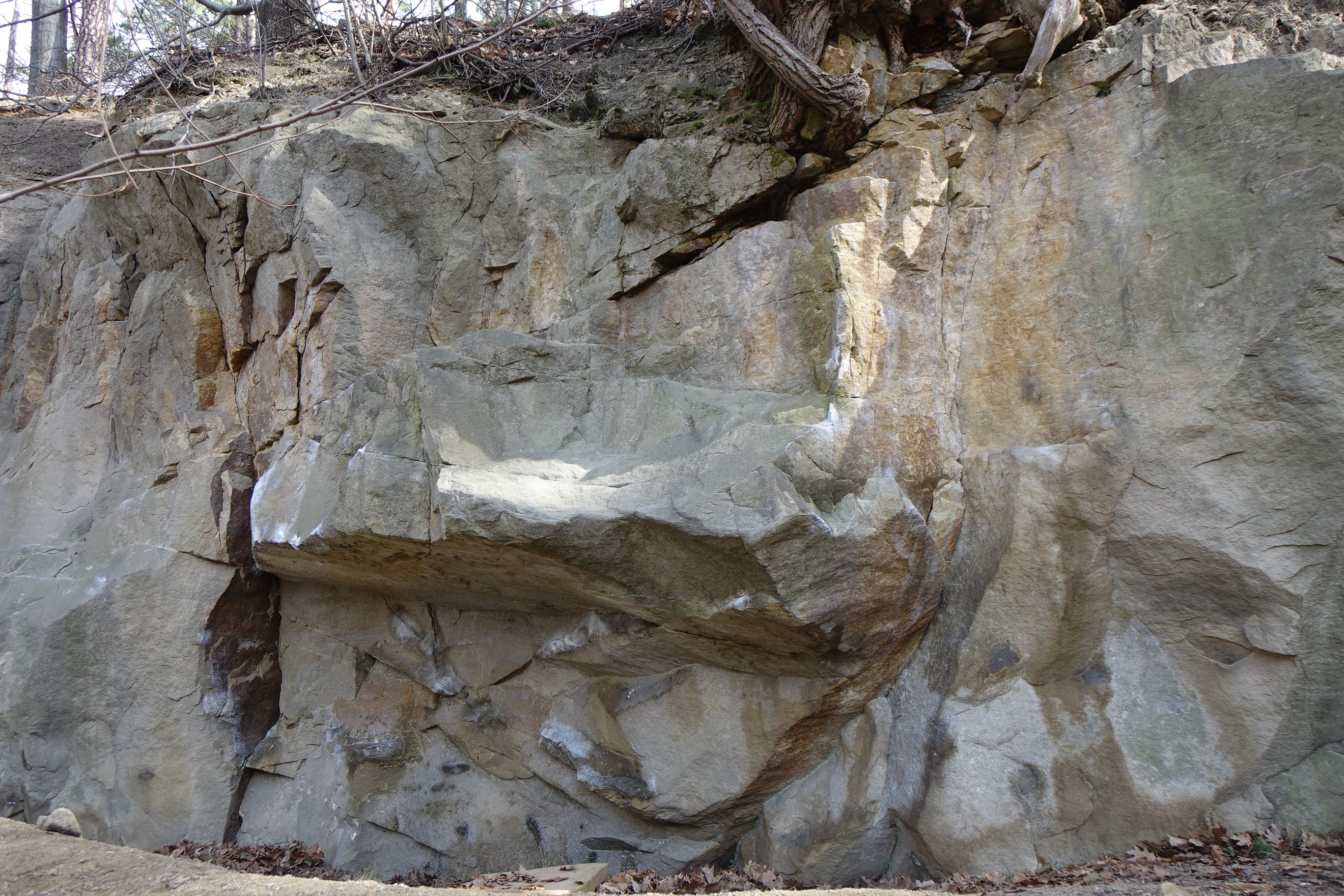
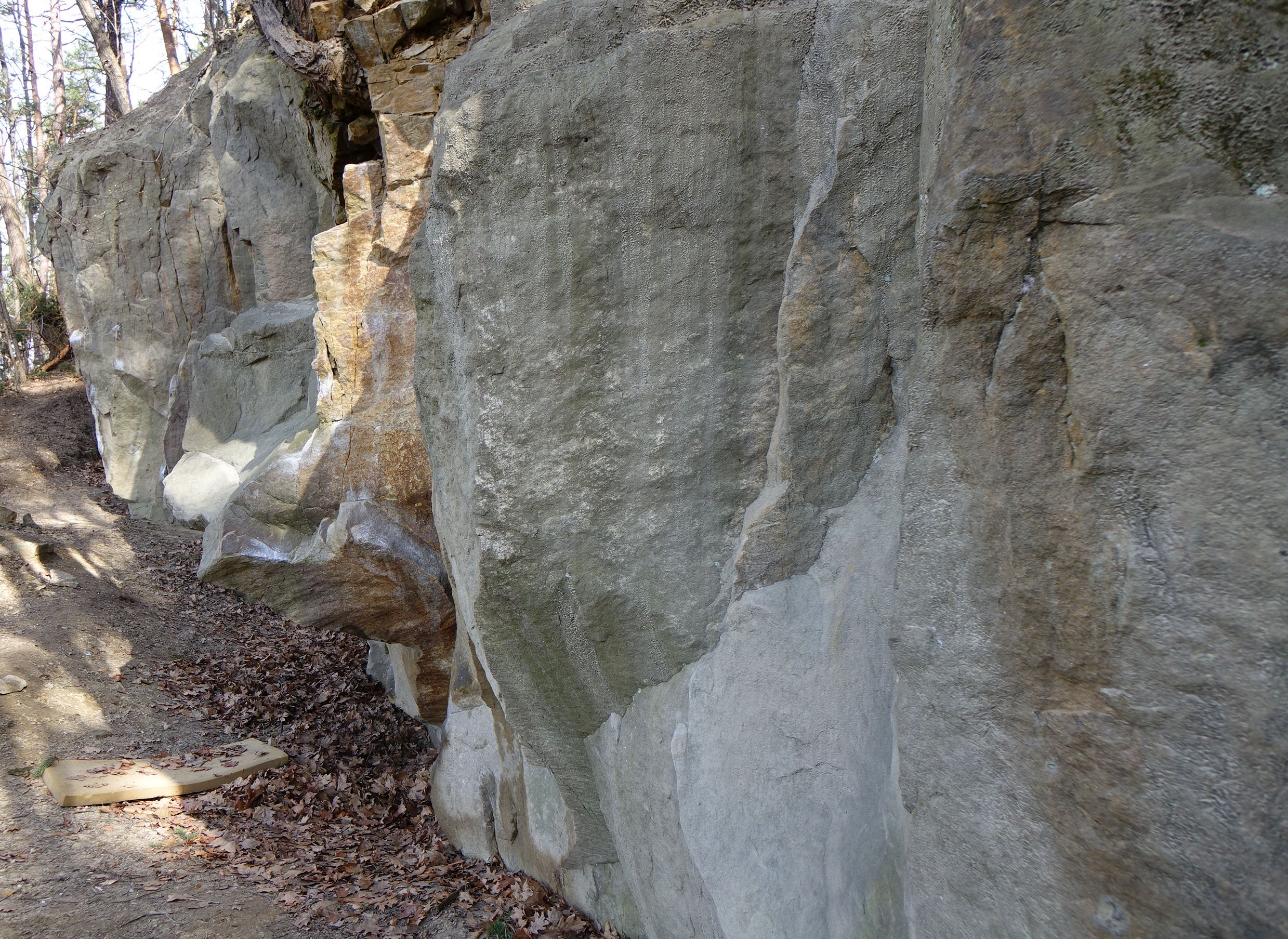
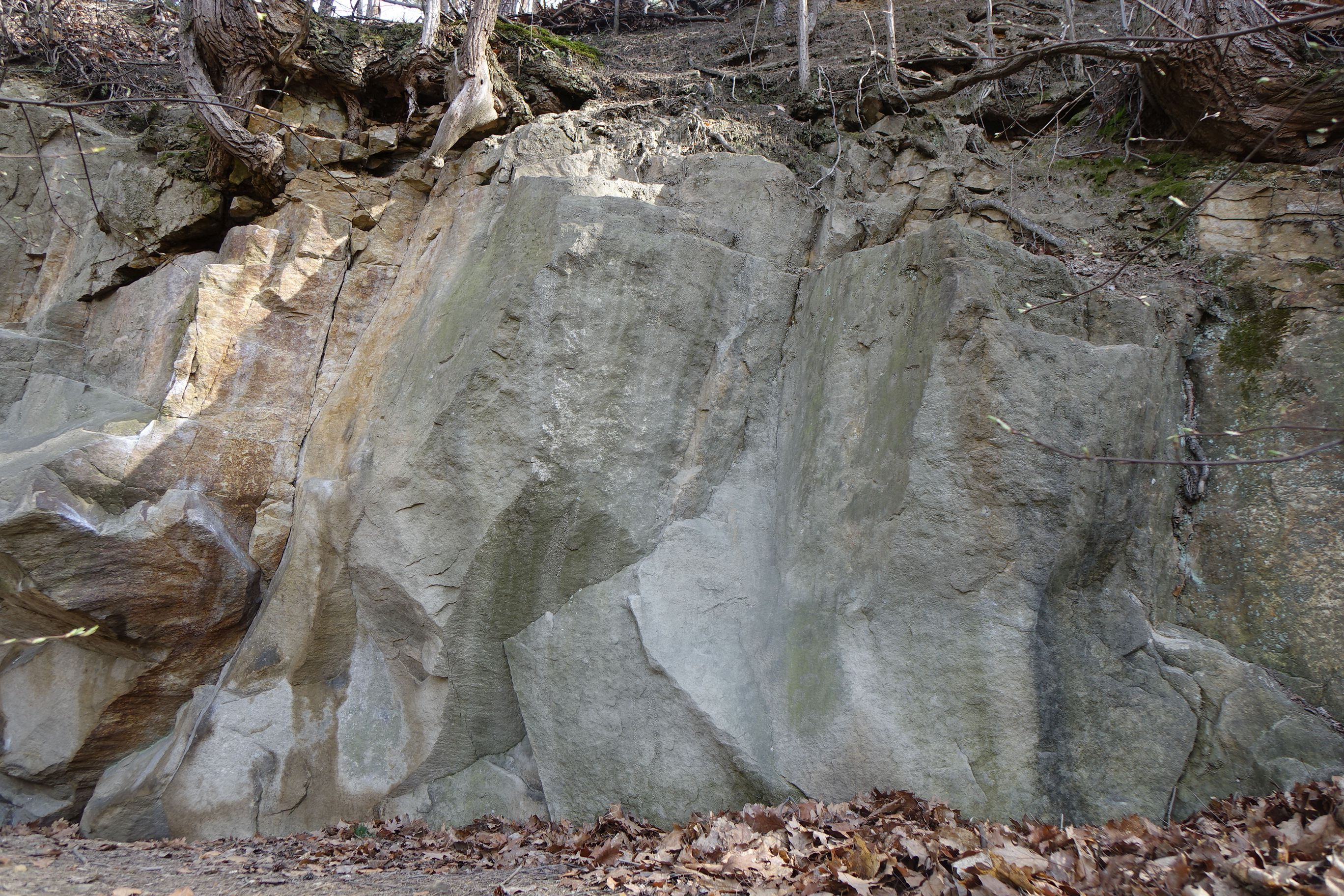
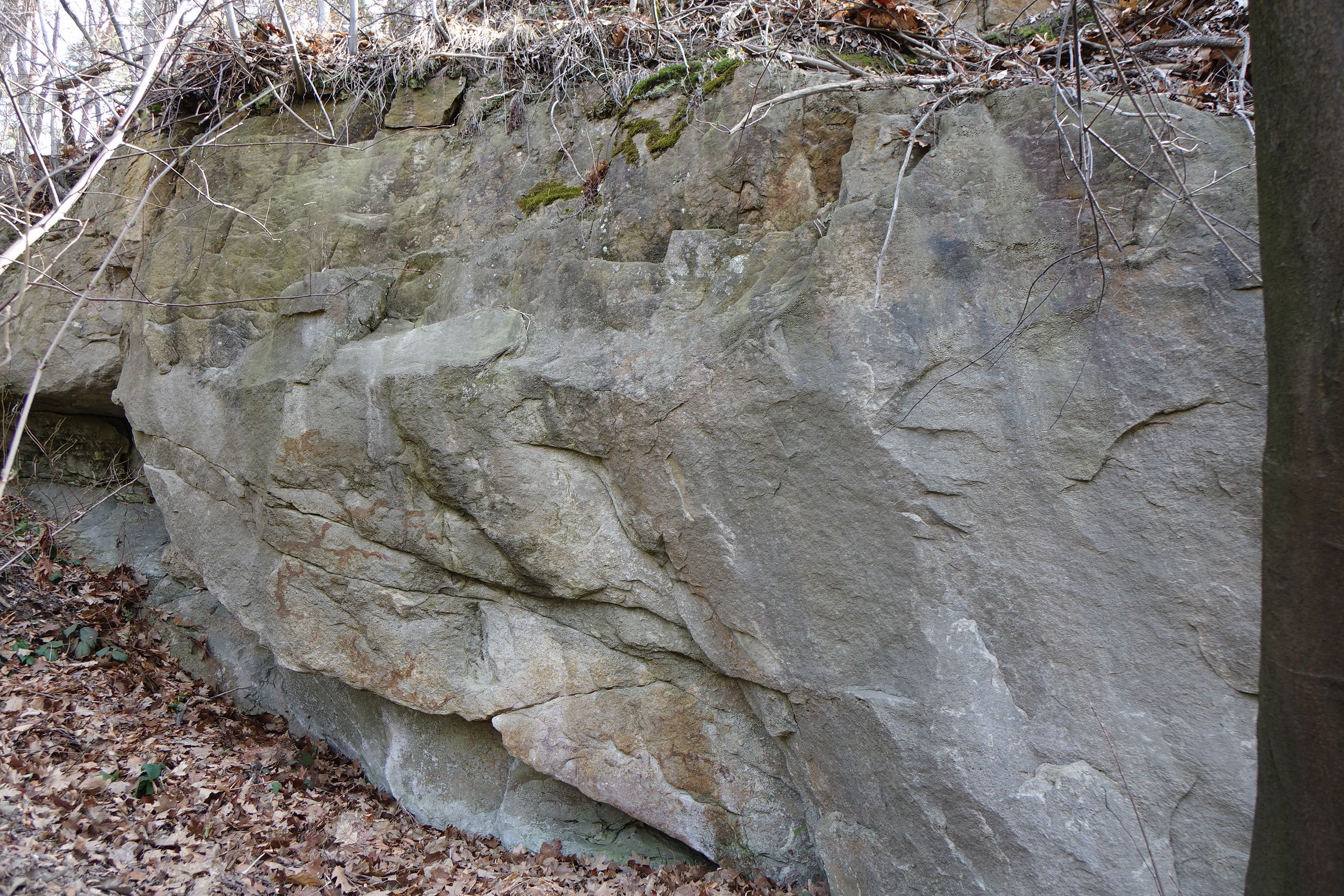

1. Drugie urodziny mojego siostrzeńca; 7a
2. Bubciuś; 6c+

Zachodnia
1. Paranormal; 6b+
2. Paralotniarze; 7a+
3. Krzyżak; 7b
4. Strzybóg; 7a
5. Lotnicy; 6c
6. Atroskopia; 6b+
7. Daruma; 6c+
8. Niemy obserwator; 6b+
9. Rudnik Dolny; 5
10. Dlaczego?; 5+
11. Strzyga; 6c+
12. Leszek; 6b+
13. Leszy; 6c+
14. Prostowanie leszcza; 7a+
15. Floodland; 6b+
16. Bloody Root; 6c
17. Opium; 6c
18. Dla zuchwałych; 6a
19. Szmacianka; 6c
20. Idziemy na skraj; 6b+
21. Joga geologa; 6c+
22. Geolodzy; 6b+
23. Zmora; 6c+
24. Prastary Leszy; 7a
25. Bloody Roots Extension; 6c+
26. Czerwony baron; 7a
27. Dzikus; 6c+
28. Anatema; 7a
29. Bastard; 7a+
30. Pagan Mind; 7a/7a+

Trawersy
1. Wyrocznia; 7b
2. Nihil; 7b[3].